# Cubocephalus terebrator
Cubocephalus terebrator là một loài tò vò trong họ Ichneumonidae.